# Coppa del Mondo Under-18 3x3 2012
La Coppa del Mondo Under-18 3x3 2012 si sono svolti ad Alcobendas, in Spagna, dal 28 al 30 settembre 2012.

## Risultati
| Evento           | Oro         | Argento     | Bronzo    |
| Torneo maschile  | Serbia      | Stati Uniti | Francia   |
| Torneo femminile | Stati Uniti | Spagna      | Australia |

## Medagliere
| Posiz. | Nazione     | Oro | Argento | Bronzo | Totale |
| ------ | ----------- | --- | ------- | ------ | ------ |
| 1      | Stati Uniti | 1   | 1       | 0      | 2      |
| 2      | Serbia      | 1   | 0       | 0      | 1      |
| 3      | Spagna      | 0   | 1       | 0      | 1      |
| 4      | Francia     | 0   | 0       | 1      | 1      |
| 4      | Australia   | 0   | 0       | 1      | 1      |
| Totale | Totale      | 2   | 2       | 2      | 6      |